# Phaonia sasakii
Phaonia sasakii är en tvåvingeart som beskrevs av Shinonaga och Huang 2007. Phaonia sasakii ingår i släktet Phaonia och familjen husflugor.
Artens utbredningsområde är Taiwan. Inga underarter finns listade i Catalogue of Life.